# 3-하이드록시아이소뷰티릴-CoA
3-하이드록시아이소뷰티릴-CoA(영어: 3-hydroxyisobutyryl-CoA) 또는 3-하이드록시-2-메틸프로파노일-CoA(영어: 3-hydroxy-2-methylpropanoyl-CoA)는 발린의 대사 과정에서의 대사 중간생성물이다.

## 같이 보기
- 메타크릴릴-CoA
- 3-하이드록시아이소뷰티릴-CoA 가수분해효소